# Josep Rullan i Mir
Josep Rullan i Mir, "Es Capellà Busquera" (Sóller, 1829 — Sóller, 1912). Sacerdot, historiador, naturalista i agrònom.

## Biografia
Va néixer a Sóller el 15 de juny de 1829, al carrer de Sant Pere. Era fill de Salvador Rullan Pastor, d'ofici teixidor, i d'Antònia Mir Arbona, de can Busquera, per això se l'anomenà popularment "es Capellà Busquera". En la seva infantesa va aprendre l'ofici de teixidor del seu pare, malgrat això es va matricular a l'escola nocturna de la localitat estudiant llatí i humanitats. El 1845 va entrar al seminari, on va estudiar Filosofia, Dogmàtica i Teologia Moral. Va rebre la tonsura el 1851, els ordes menors el 19 de desembre de 1852 i fou ordenat prevere el 23 de desembre de 1855.
Es va treure el títol de primer ensenyament elemental, que li permeté exercir la docència primària. Entre el gener de 1856 i octubre de 1858 fou vicari d'Esporles, posteriorment fou nomenat vicari de S'Esgleieta fins al 1840 quan va passar a ocupar el càrrec d'auxiliar del vicari d'Establiments, passant posteriorment a ocupar la vicaria fins a la seva jubilació el 1877, a causa de problemes auditius. Amb el seu germà Salvador va muntar una fàbrica de sabó fluix (1864-1866).
Una vegada retornat a Sóller, fou nomenat custodi del cementiri de Sóller. Va restaurar la capella i va aconseguir ornaments per decorar-la. Va ser destituït el 1892, a proposició del regidor Joan Colom Muntaner, pel Ple municipal. El motiu d'aquesta destitució, foren les crítiques que havia fet contra l'Ajuntament, perquè a l'escola nocturna que recentment s'havia creat, dirigida pel mestre Saltor, no s'ensenyava moral ni doctrina, qualificant-la “d'escola atea”. El 1902, fou rehabilitat del càrrec pel batle Joan Puig Rullan. Va participar activament amb la Congregació Mariana local, de la qual va ocupar diversos càrrecs directius i en fou nomenat congregant honorari.
Fou nomenat Fill Il·lustre de Sóller, en sessió plenària el 26 de març de 1904. El seu retrat es va encarregar al pintor solleric Cristòfol Pizà "Salero", el qual va regalar el quadre.
Va morir el 25 de setembre de 1912, a l'edat de 83 anys. La Congregació Mariana i el Centre Obrer Nostra Senyora de la Victòria varen organitzar una vetllada necrològica en la qual varen participar entre d'altres Miquel Costa i Llobera, Antoni Maria Alcover i Sureda, Llorenç Riber i els poetes Guillem Colom Casasnovas i Joan Alcover. Les intervencions foren publicades per la Impremta La Sinceridad, amb el títol de "A la memoria del Hijo Ilustre de Sóller D. José Rullan Pro". Després de la seva mort es va editar l'obra pòstuma "Historia del establecimiento de las Escolapias en Sóller y de su progreso" (1923).
Va deixar enllestides diverses obres que no es varen poder publicar en vida per manca de fons. Aquestes obres inèdites són: "Notas para la historia de El Gas" (1893), "Literatura Popular Mallorquina". Tom IV (1901) i tres manuscrits sobre filosofia, moral i política. També va deixar manuscrit un estudi sobre folklore d'Eivissa i un tercer tom de la Història de Sóller, no acabat, sobre els personatges il·lustres de la localitat

## Regionalisme i regeneracionisme
Josep Rullan i Mir, pertanyia al sector de l'Església crític amb l'evolució laïcistitzant de la societat, però alhora també delerós de transformar l'església. Aquest moviment a Mallorca va tenir un dels seus components ideològics en el regionalisme tradicionalista i conservador. Va tenir el suport del bisbe Pere Joan Campins i va comptar amb figures intel·lectuals com el mateix bisbe Campins, Antoni Maria Alcover i Sureda, Miquel Costa i Llobera, Mateu Rotger i Capllonch, etc., i va ser proper a intel·lectuals com Josep Maria Quadrado, Miquel dels Sants Oliver o Joan Alcover.
En aquest aspecte, Rullan fou un regeneracionista, preocupat per la moralitat social i l'impuls de la cultura, conscient que aquest objectiu topava amb un pensament socialment dominant refractari a les innovacions, amb un caciquisme polític, amb la manca d'efectivitat de les juntes local d'ensenyament, i, a més, el desinterès del mateix clergat. Per aquest motiu va optar per implicar-se en la creació d'entitats i campanyes a favor del progrés
de la societat, sempre sota els preceptes inspiradors del catolicisme.

## Iniciatives culturals i pedagògiques
Seguint els seus objectius d'impuls cultural, va donar suport a la fundació d'un setmanari local (Sóller,1885), des del qual, el setembre de 1888 va promoure una campanya per impulsar alguns projectes de millora per la població, com l'establiment de la línia telegràfica amb Barcelona, l'augment d'escoles d'ensenyament,la creació d'un sindicat agrícola, etc. Aquesta operació va tenir bona acollida i la majoria dels projectes es feren realitat.
Com a docent va obrir dues escoles privades, una a Esporles i l'altra a S'Esgleieta. De dia feia classes als nins i els vespres als adults. Quan va passar a Establiments, va ocupar el càrrec de mestre a l'escola pública de dita localitat entre 1860 i 1877. Això va ser possible gràcies a una ordre especial de la Direcció General d'Instrucció Pública, que el dispensava de realitzar els dos cursos que li faltaven de la carrera a l'Escola Normal.
A part de la seva tasca docent, també va destacar com a pedagog, essent partidari del mètode de Johann Heinrich Pestalozzi, introduït a Mallorca pel bisbe solleric Bernat Nadal i Crespí. A l'escola d'Establiments, va introduir un mètode d'ensenyança basat en l'experiència intuïtiva
i racional, practicant excursions amb els alumnes on es donaven lliçons d'història natural, geografia, geologia i agricultura. Va fer muntar un observatori meteorològic pels alumnes. Fou cofundador de la revista escolar El Magisterio Balear (1873) en la qual va publicar un bon nombre d'articles. Per la seva tasca com a docent, el seu retrat fou penjat a la sala de mestres distingits del Centre de Magisteri,la societat dels mestres balears.

## Rullan historiador i folklorista
Com historiador destaca la seva obra "Historia de Sóller en sus relaciones con la general de Mallorca"(1875-1876), la primera historia local publicada a Mallorca. També l'apèndix d'aquesta obra "Inundación de Sóller y Fornalutx"(1887). Fou considerat un dels millors historiadors de la seva època, juntament amb Josep Maria Quadrado i Miquel dels Sants Oliver. Això li va valer ser nomenat soci honorari de la Societat Arqueològica Lul·liana i de la Societat Econòmica Mallorquina d'Amics del País.
Va recollir un notable conjunt de fòssils i restes prehistòriques. Els seus estudis en prehistòria els va fer servir per combatre i discutir les teories evolutives de Darwin, Buchner, Karl Vogt, Thomas Henry Huxley, etc.
També es va endinsar dins el món de la cultura popular, recollint a l'obra "Literatura Popular Mallorquina" (1900), les composicions dels glosadors sollerics Andreu Coll, Bernat "Tambor", Pau Noguera Ripoll "Cerol" i Sebastià Marquès Ortegas "de sa Portella".
Va col·laborar en diverses publicacions periòdiques com El Genio de la Libertad, El Mallorquín, El Ancora, Bolletí de la Societat Arqueològica Lul·liana, L'Ignorancia, El Magisterio Balear, Revista Balear, Almanaque Balear, El Agricultor Balear, El Porvenir Balear, Sóller i La Última Hora. Per escriure molts dels seus articles va utilitzar els pseudònims de Mestre Pep, El sen Pinoy i l'Honor Joseph de Calandria.

## El foment del progrés econòmic
Va participar en la vinguda del primer vaixell de vapor, que enllaçava la localitat amb Barcelona i Marsella (Niny, 1887), i en la constitució d'una empresa naviliera pròpia (Compañía de Navegación de Sóller, 1891). També va col·laborar en la creació del Banc de Sóller (1890) i posteriorment, el 1892, fou un dels fundadors i el primer president de l'empresa El Gas S.A.
Es va interessar també per la meteorologia, muntant un observatori a la seva casa del carrer de Sant Pere. En aquest observatori recollia dades pluviomètriques i de temperatures que solia publicar al setmanari Sóller. Aquesta tasca li va permetre intuir que les plogudes de l'octubre de 1885 eren excepcionals i perilloses. Fou, juntament amb Joan Marquès Arbona, el principal encarregat d'organitzar el socors i l'ajuda a les famílies afectades de l'Horta per les grans inundacions que afectaren la vall aquell any.
El 1898 va publicar la primera guia turística de Sóller, la "Guia de Sóller". L'any següent, el 1899, va donar suport a la creació d'una associació recreativa i esportiva, el Círculo Sollerense, essent nomenat Soci d'Honor d'aquesta entitat.

## La divulgació agronòmica
Com a agrònom es va centrar en l'estudi dels cultius locals (bàsicament els cítrics, garrovers i oliveres), les malalties que els afectaven i el seu tractament. Aquest estudi estava enfocat, sobretot, a la divulgació entre els propietaris i agricultors. El seu enfocament és a partir de la incorporació dels criteris agronòmics moderns elaborats per Monlau, Lluís Pou i Bonet, Vernière, Satorres i altres, des d'institucions com la Cambra Agrària, la Diputació de Balears, el Servei d'Agricultura i l'Institut Balear. També va confeccionar un destacable herbari, arribant a muntar un petit museu a casa seva.
En el camp de la geologia, va centrar les seves investigacions en la recerca d'aigües subterrànies, per poder obrir noves fonts. Sobre tots aquests temes va publicar diverses obres: "Noticias sobre la agricultura de Sóller" (1871), "Memoria sobre el algarrobo y su cultivo en Mallorca" (1882), "Memoria sobre los cultivos arbóreos y herbáceos" (1888), "El cultivo del naranjo en las Baleares" (1896), "Cultivo práctico del algarrobo" (1897), "Ensayos de agricultura y prehistoria" (1900) i "Cultivo práctico del olivo" (1904).
Va ser un dels fundadors del Sindicat Agrícola Solleric (1899). Aquest sindicat era aconfessional, si bé es notava la influència de l'Església, i estava purament dedicat i enfocat directament a activitats agrícoles, comercials i industrials.